# Syngonanthus tenuis
Syngonanthus tenuis är en gräsväxtart som först beskrevs av Carl Sigismund Kunth, och fick sitt nu gällande namn av Wilhelm Willy Otto Eugen Ruhland. Syngonanthus tenuis ingår i släktet Syngonanthus och familjen Eriocaulaceae.

## Underarter
Arten delas in i följande underarter:
- S. t. bulbifer
- S. t. tenuis